# ハーフムーン島
ハーフムーン島（ハーフムーンとう、Half Moon Island）は、サウス・シェトランド諸島にある島である。リヴィングストン島のバーガス半島から北に約1.35kmに位置する。面積は171km2である。アルゼンチンのカマラ基地は、この島に所在している。島内に空港はなく、海路かヘリコプターでしかアクセスできない。海軍基地は夏季に運用されるが、冬季には閉鎖される。

## 生物相
この島で見られる植物には、ナンキョクコメススキのほか、数種類の地衣類や蘚類がある。
この島には、約100つがいのオオトウゾクカモメの子育てのためのコロニーがあるため、バードライフ・インターナショナルによって重要野鳥生息地に指定されている。この島で営巣する鳥類には、このほか、ヒゲペンギン(2000つがい)、ナンキョクアジサシ(125つがい)、ミナミオオセグロカモメ(40つがい)、アシナガウミツバメ、クロハラウミツバメ、マダラフルマカモメ、チャイロオオトウゾクカモメ、サヤハシチドリ、ズグロムナジロヒメウがある。
ウェッデルアザラシとナンキョクオットセイは、毎年この島の海岸に姿を表す。ミナミゾウアザラシの出現も記録されている。海岸では、しばしばクジラも目撃されている。

## アクセス

ハーフムーン島の地図

この島は、南極クルーズの停留地として用いられており、観光のピークは11月から3月である。島の南部には、2000mの歩道があり、旅行客は野生動物や近隣のリヴィングストン島、グリニッジ島の山並みを見ることができる。メングアンテ湾(Menguante Cove)の南側から始まる歩道は、海岸に沿ってカマラ基地まで西に延び、そこから北上し、北東方向に坂を上ってキセニア山の頂上まで続く。

### Google ストリートビュー
2010年9月、Google社は、Google EarthとGoogle  マップのサービスにハーフムーン島のストリートビュー画像を追加した。この島へのストリートビューの拡大は、このサービスによって世界の7つ全ての大陸の画像が得られるようになったことを意味した。この島には道路がないので、画像は三脚上のカメラで撮影された。

## ギャラリー

Half Moon Island
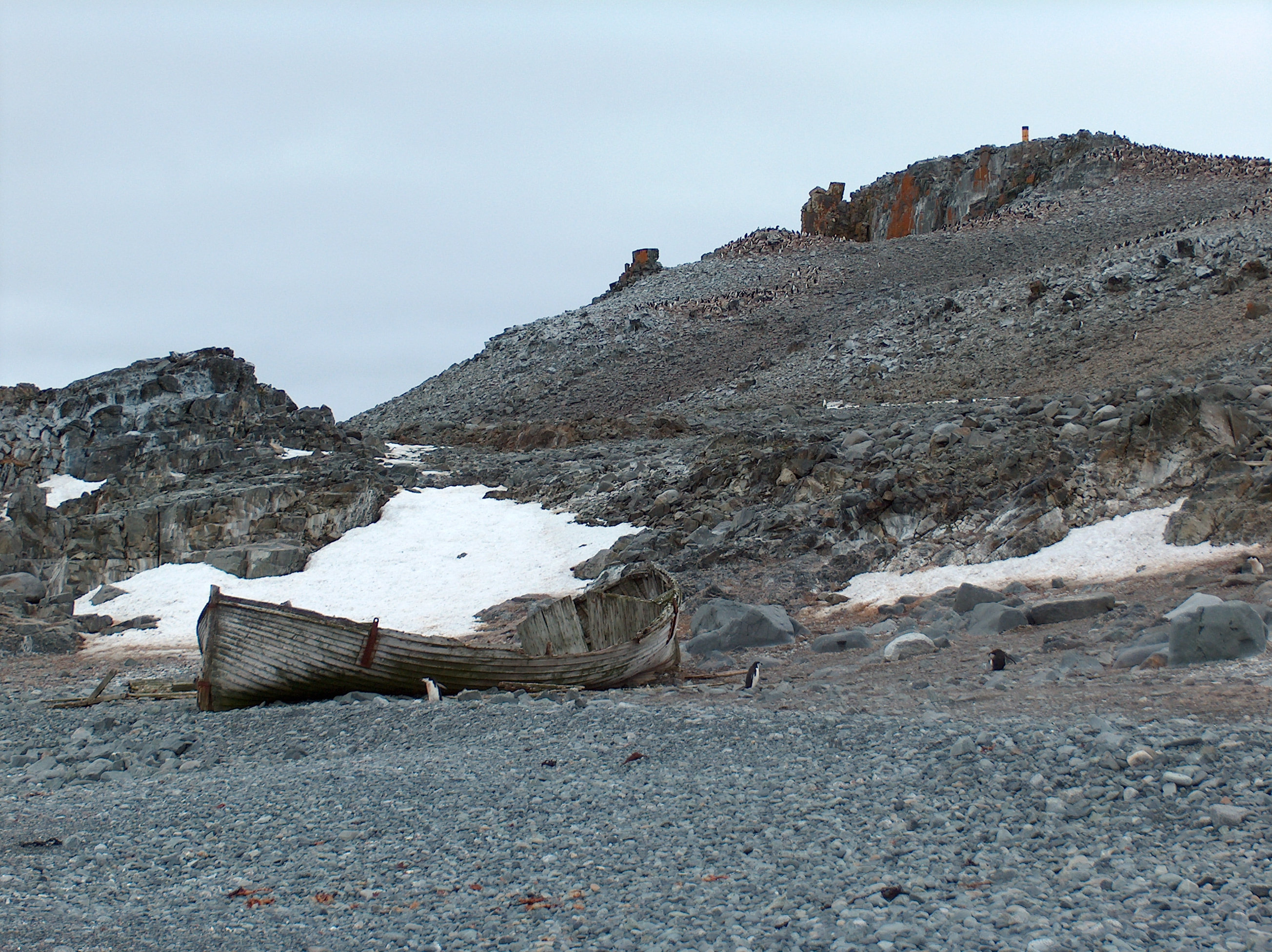
島の南端にある古い捕鯨用ボートの残骸
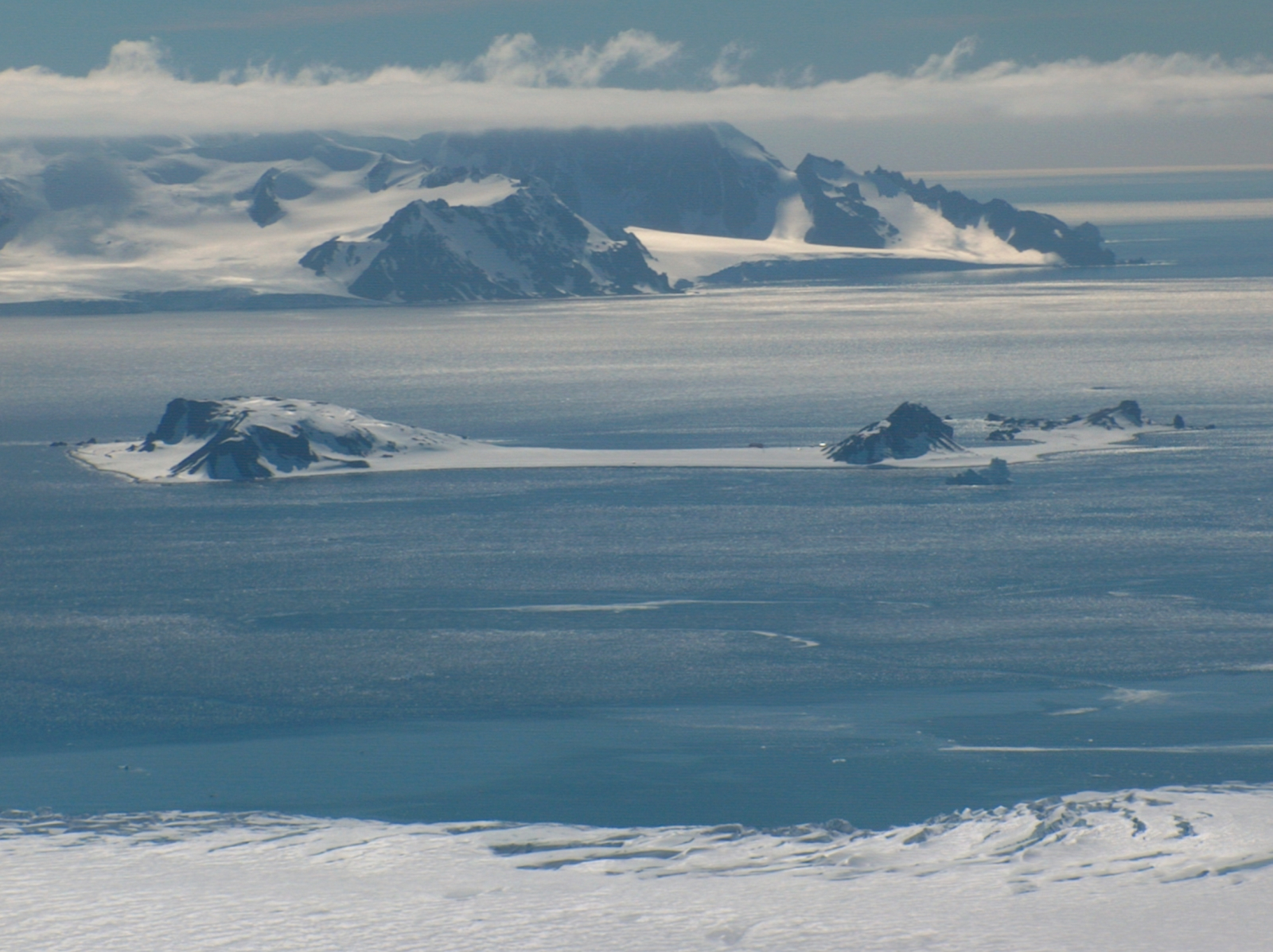
ハーフムーン島

## 地図
- L.L. Ivanov et al., Antarctica: Livingston Island and Greenwich Island, South Shetland Islands, 1:100000 , Antarctic Place-names Commission of Bulgaria, Sofia, 2005